# Konstantin Fehrenbach
Konstantin Fehrenbach, též Constantin Fehrenbach (11. ledna 1852, Bonndorf im Schwarzwald – 26. března 1926, Freiburg im Breisgau) byl německý politik období Výmarské republiky, v letech 1920–1921 působil jako říšský kancléř.